# Hora do sistema

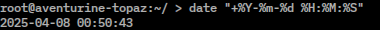
Comando date do Unix

Na ciência da computação e programação de computadores, hora do sistema representa a noção da passagem de tempo de um computador. Nesse sentido, hora também inclui a contagem de dias no calendário.
A hora do sistema é marcada por um relógio do sistema, que é tipicamente implementado como um contador simples do número de ticks que transpiram desde uma data inicial, chamada era. Por exemplo, Sistemas em conformidade com Unix e POSIX codificam a hora do sistema ("Hora Unix") como o número de segundos passados desde o início da era Unix marcada em 1 de janeiro de 1970 às 00:00:00 UTC, excluindo segundos intercalados. Sistemas que implementam as versões de 32-bit e 64-bit da API do Windows, como o Windows 9x e Windows NT, fornecem a hora do sistema como SYSTEMTIME, representado como um valor de ano/mês/dia/hora/minuto/milissegundo e FILETIME representado como um contador dos ticks de 100 nanosegundos passados desde 1 de janeiro de 1601 às 00:00:00 UTC como constatado no calendário gregoriano proléptico.
A hora do sistema pode ser convertida em uma data, que é uma forma mais adequada à compreensão humana. Por exemplo, a hora do sistema Unix 1000000000 segundos desde o inicio da era é traduzida para a data 9 de setembro de 2001 às 01:46:40 UT. Bibliotecas de sub-rotinas que cuidam de tais conversões também podem lidar com os ajustes de fuso horário, horário de verão, segundos intercalados e as configurações de locale do usuário. Bibliotecas de rotinas, geralmente, também fornecem a conversão de datas para hora do sistema.

## Outras medidas de tempo
Também é relacionado à hora do sistema o tempo de processo, que é um contador do tempo da CPU consumido pela execução de um processo, pode ser dividido entre tempo da CPU do usuário e do sistema, representando o tempo gasto executando códigos do usuário e códigos do núcleo do sistema, respectivamente. tempos de processo são uma contagem de instruções da CPU ou ciclos do relógio e geralmente não estão relacionadas diretamente ao tempo realmente decorrido.
Sistemas de arquivos mantém registro da hora que arquivos são criados, modificados e/ou acessados armazenando marcas temporais no bloco de controle de arquivos (ou Nó-i) de cada arquivo e diretório.

## História
A maioria dos computadores pessoais de primeira geração não marcavam a data e hora. Incluindo sistemas que rodavam o sistema operacional CP/M, também com os primeiros modelos do Apple II, o BBC Micro e o Commodore PET, entre outros. Periféricos que incluíam chips de relógios de tempo real com baterias de backup embutidas estavam disponíveis para o IBM PC e XT, mas o IBM AT foi o primeiro PC de ampla disponibilidade que já vinha equipado com hardware de data/hora embutido na placa-mãe. Antes da disponibilidade geral das redes de computadores, a maioria dos sistemas de computadores pessoais que marcavam a hora do sistema, só marcavam o tempo local e não levavam em conta fuso horários diferentes.
Com a tecnologia atual, a maioria dos computadores modernos marcam o tempo local, assim como muitos outros dispositivos pessoais e domésticos como: Videocassete, DVRs, codificadores de TV a cabo, assistentes digitais, pagers, celulares, máquinas de fax, secretárias eletrônicas, cameras, camcorders, aparelhos de ar condicionado e fornos de micro-ondas.
Microcontroladores que operam em sistemas embutidos (como o Raspberry Pi, Arduino e outros sistemas similares) nem sempre tem hardware interno para marcar o tempo. Muitos destes sistemas de controle operam sem saber o tempo externo. Aqueles que precisam de tal informação geralmente iniciam sua base de tempo ao reinicializar, obtendo a hora atual de uma fonte externa como: um servidor de horário, relógio externo ou pedindo ao usuário que insira a hora atual manualmente.

## Implementação
O relógio do sistema é normalmente implementado como um temporizador de intervalo programável que periodicamente interrompe a CPU, que então executa uma rotina de serviço de interrupção de temporizador. Essa rotina geralmente adiciona um tick ao relógio do sistema (um contador simples) e cuida de outras tarefas de manutenção periódicas (Preemptividade, etc.) antes de retornar à tarefa que a CPU estava executando antes da interrupção.

## Consultando a hora do sistema
As tabelas a seguir mostram métodos de acessar a hora do sistema em diversos sistemas operacionais, linguagens de programação e aplicações. Valores marcados por (*) dependem do sistema e podem diferir entre implementações. Todas as datas estão marcadas como se no calendário gregoriano ou no calendário gregoriano proléptico.
Note que a resolução de uma implementação de medida de tempo não implica a mesma precisão de tal medida. Por exemplo, um sistema pode retornar a hora atual como um valor em microssegundos, mas na realidade ser capaz de discernir ticks individuais de relógio com uma frequência de apenas 100 Hz (10 ms).

### Sistemas operacionais
| Sistema operacional            | Comando ou função | Resolução                    | Era ou faixa |
| ------------------------------ | --- | ---------------------------- | --- |
| Android                        | java.lang.System.currentTimeMillis() | 1 ms                         | 1 de janeiro de 1970 |
| BIOS (IBM PC)                  | INT 1Ah, AH=00h | 54,9254 ms 18,2065 Hz        | Meia-noite do dia atual |
| BIOS (IBM PC)                  | INT 1Ah, AH=02h | 1 s                          | Meia-noite do dia atual |
| BIOS (IBM PC)                  | INT 1Ah, AH=04h | 1 dia                        | 1 de janeiro de 1980 ou 31 de dezembro de 1999 (depende do sistema) |
| CP/M Plus                      | System Control Block: scb$base+58h, Days since 31 December 1977 scb$base+5Ah, Hour (BCD) scb$base+5Bh, Minute (BCD) scb$base+5Ch, Second (BCD) | 1 s                          | 31 de dezembro de 1977 até 5 de junho de 2157 |
| CP/M Plus                      | BDOS function 69h> (T_GET): word, Days since 1 January 1978 byte, Hour (BCD) byte, Minute (BCD) byte, Second (BCD)                             | 1 s                          | 31 de dezembro de 1977 até 5 de junho de 2157 |
| DOS (Microsoft)                | C:\>DATE C:\>TIME | 10 ms                        | 1 de janeiro de 1980 até 31 de dezembro de 2099 |
| DOS (Microsoft)                | INT 21h, AH=2Ch SYSTEM TIME INT 21h, AH=2Ah SYSTEM DATE                                                                                        | 10 ms                        | 1 de janeiro de 1980 até 31 de dezembro de 2099 |
| iOS (Apple)                    | CFAbsoluteTimeGetCurrent() | < 1 ms                       | 1 de janeiro de 2001 ±10.000 anos |
| macOS                          | CFAbsoluteTimeGetCurrent() | < 1 ms                       | 1 de janeiro de 2001 ±10.000 anos |
| OpenVMS                        | SYS$GETTIM() | 100 ns                       | 17 de novembro de 858 até 31 de julho de 31.086 |
| OpenVMS                        | gettimeofday() | 1 μs                         | 1 de janeiro de 1970 até 7 de fevereiro de 2106 |
| OpenVMS                        | clock_gettime() | 1 ns                         | 1 de janeiro de 1970 até 7 de fevereiro de 2106 |
| z/OS                           | STCK:7–187 | 2−12 μs 244,14 ps:4-45, 4-46 | 1 de janeiro de 1900 até 17 de setembro de 2042 UTC |
| z/OS                           | STCKE | 2−12 μs 244,14 ps:4-45, 4-46 | 1 de janeiro de 1900 até 36.765 d.C. |
| Unix, POSIX (ver tambémtime.h) | $date time() | 1 s                          | (*) 1 de janeiro de 1970 (até 19 de janeiro de 2038 antes do Linux 5.9) até 2 de julho de 2486 (após o Linux 5.10) 1 de janeiro de 1970 até 4 de dezembro de 292.277.026.596 d.C. |
| Unix, POSIX (ver tambémtime.h) | gettimeofday() | 1 μs                         | (*) 1 de janeiro de 1970 (até 19 de janeiro de 2038 antes do Linux 5.9) até 2 de julho de 2486 (após o Linux 5.10) 1 de janeiro de 1970 até 4 de dezembro de 292.277.026.596 d.C. |
| Unix, POSIX (ver tambémtime.h) | clock_gettime() | 1 ns                         | (*) 1 de janeiro de 1970 (até 19 de janeiro de 2038 antes do Linux 5.9) até 2 de julho de 2486 (após o Linux 5.10) 1 de janeiro de 1970 até 4 de dezembro de 292.277.026.596 d.C. |
| OS/2                           | DosGetDateTime() | 10 ms                        | 1 de janeiro de 1980 até 31 de dezembro de 2079 |
| Windows                        | GetSystemTime() | 1 ms                         | 1 de janeiro de 1601 até 14 de setembro de 30.828, às 02:48:05,4775807 |
| Windows                        | GetSystemTimeAsFileTime() | 100 ns                       | 1 de janeiro de 1601 até 14 de setembro de 30.828, às 02:48:05,4775807 |
| Windows                        | GetSystemTimePreciseAsFileTime() | 100 ns                       | 1 de janeiro de 1601 até 14 de setembro de 30.828, às 02:48:05,4775807 |

### Linguagens de programação e aplicações
| Linguagem/Aplicação                 | Função ou variável                                                                                 | Resolução                                  | Era ou faixa                                                         |
| ----------------------------------- | -------------------------------------------------------------------------------------------------- | ------------------------------------------ | -------------------------------------------------------------------- |
| Ada                                 | Ada.Calendar.Clock                                                                                 | 100 μs até 20 ms (*)                       | 1 de janeiro de 1901 até 31 de dezembro 2099 (*)                     |
| AWK                                 | systime()                                                                                          | 1 s                                        | (*)                                                                  |
| BASIC, True BASIC                   | DATE, DATE$ TIME, TIME$                                                                            | 1 s                                        | (*)                                                                  |
| Business BASIC                      | DAY, TIM                                                                                           | 0.1 s                                      | (*)                                                                  |
| C (ver funções de data e hora em C) | time()                                                                                             | 1 s (*)                                    | (*)                                                                  |
| C++                                 | std::time() std::chrono::system_clock::now()                                                       | 1 s (*) 1 ns (C++11, Depende do SO)        | (*)                                                                  |
| C#                                  | System.DateTime.Now System.DateTime.UtcNow                                                         | 100 ns                                     | 1 de janeiro de 0001 até 31 de dezembro de 9999                      |
| CICS                                | ASKTIME                                                                                            | 1 ms                                       | 1 de janeiro de 1900                                                 |
| COBOL                               | FUNCTION CURRENT-DATE                                                                              | 1 s                                        | 1 de janeiro de 1601                                                 |
| Common Lisp                         | (get-universal-time)                                                                               | 1 s                                        | 1 de janeiro de 1900                                                 |
| Delphi (Borland)                    | date time                                                                                          | 1 ms (floating point)                      | 1 de janeiro de 1900                                                 |
| Delphi (Embarcadero Technologies)   | System.SysUtils.Time                                                                               | 1 ms                                       | 0/0/0000 0:0:0:000 até 31/12/9999 às 23:59:59:999 [sic]              |
| Delphi (Embarcadero Technologies)   | System.SysUtils.GetTime (alias for System.SysUtils.Time)                                           | 1 ms                                       | 0/0/0000 0:0:0:000 até 31/12/9999 às 23:59:59:999 [sic]              |
| Delphi (Embarcadero Technologies)   | System.SysUtils.Date                                                                               | 1 ms                                       | 0/0/0000 0:0:0:000 até 31/12/9999, às 0:0:0:000 [sic]                |
| Delphi (Embarcadero Technologies)   | System.DateUtils.Today                                                                             | 1 ms                                       | 0/0/0000 0:0:0:000 até 31/12/9999, às 0:0:0:000 [sic]                |
| Delphi (Embarcadero Technologies)   | System.DateUtils.Tomorrow                                                                          | 1 ms                                       | 0/0/0000 0:0:0:000 até 31/12/9999, às 0:0:0:000 [sic]                |
| Delphi (Embarcadero Technologies)   | System.DateUtils.Yesterday                                                                         | 1 ms                                       | 0/0/0000 0:0:0:000 até 31/12/9999, às 0:0:0:000 [sic]                |
| Delphi (Embarcadero Technologies)   | System.SysUtils.Now                                                                                | 1 s                                        | 0/0/0000 0:0:0:000 até 31/12/9999, às 23:59:59:000 [sic]             |
| Delphi (Embarcadero Technologies)   | System.SysUtils.DayOfWeek                                                                          | 1 day                                      | 1 à 7                                                                |
| Delphi (Embarcadero Technologies)   | System.SysUtils.CurrentYear                                                                        | 1 year                                     | (*)                                                                  |
| Emacs Lisp                          | (current-time)                                                                                     | 1 μs (*)                                   | 1 de janeiro de 1970                                                 |
| Erlang                              | erlang:system_time(), os:system_time()                                                             | Depende do SO, Linux, por exemplo: 1ns     | 1 de janeiro de 1970                                                 |
| Excel                               | date()                                                                                             | ?                                          | 0 de janeiro de 1900                                                 |
| Fortran                             | DATE_AND_TIME SYSTEM_CLOCK                                                                         | (*)                                        | 1 de janeiro de 1970                                                 |
| Fortran                             | CPU_TIME                                                                                           | 1 μs                                       | 1 de janeiro de 1970                                                 |
| Go                                  | time.Now()                                                                                         | 1 ns                                       | 1 de janeiro de 0001                                                 |
| Haskell                             | Time.getClockTime                                                                                  | 1 ps (*)                                   | 1 de janeiro de 1970 (*)                                             |
| Haskell                             | Data.Time.getCurrentTime                                                                           | 1 ps (*)                                   | 17 de novembro de 1858 (*)                                           |
| Java                                | java.util.Date() System.currentTimeMillis()                                                        | 1 ms                                       | 1 de janeiro de 1970                                                 |
| Java                                | System.nanoTime()                                                                                  | 1 ns                                       | arbitrário                                                           |
| Java                                | Clock.systemUTC()                                                                                  | 1 ns                                       | arbitrário                                                           |
| JavaScript, TypeScript              | (new Date()).getTime() Date.now()                                                                  | 1 ms                                       | 1 de janeiro de 1970                                                 |
| Matlab                              | now                                                                                                | 1 s                                        | 0 de janeiro de 0000                                                 |
| MUMPS                               | $H (abreviação de $HOROLOG)                                                                        | 1 s                                        | 31 de dezembro de 1840                                               |
| LabVIEW                             | Tick Count                                                                                         | 1 ms                                       | 00:00:00.000 1 de janeiro de 1904                                    |
| LabVIEW                             | Get Date/Time in Seconds                                                                           | 1 ms                                       | 00:00:00.000 1 de janeiro de 1904                                    |
| Objective-C                         | [NSDate timeIntervalSinceReferenceDate]                                                            | < 1 ms                                     | 1 de janeiro de 2001 ±10.000 anos                                    |
| OCaml                               | Unix.time()                                                                                        | 1 s                                        | 1 de janeiro de 1970                                                 |
| OCaml                               | Unix.gettimeofday()                                                                                | 1 μs                                       | 1 de janeiro de 1970                                                 |
| Extended Pascal                     | GetTimeStamp()                                                                                     | 1 s                                        | (*)                                                                  |
| Turbo Pascal                        | GetTime() GetDate()                                                                                | 10 ms                                      | (*)                                                                  |
| Perl                                | time()                                                                                             | 1 s                                        | 1 de janeiro de 1970                                                 |
| Perl                                | Time::HiRes::time                                                                                  | 1 μs                                       | 1 de janeiro de 1970                                                 |
| PHP                                 | time() mktime()                                                                                    | 1 s                                        | 1 de janeiro de 1970                                                 |
| PHP                                 | microtime()                                                                                        | 1 μs                                       | 1 de janeiro de 1970                                                 |
| PureBasic                           | Date()                                                                                             | 1 s                                        | 1 de janeiro de 1970 até 19 de janeiro de 2038                       |
| Python                              | datetime.now().timestamp()                                                                         | 1 μs (*)                                   | 1 de janeiro de 1970                                                 |
| RPG                                 | CURRENT(DATE), %DATE CURRENT(TIME), %TIME                                                          | 1 s                                        | 1 de janeiro de 0001 até 31 de dezembro de 9999                      |
| RPG                                 | CURRENT(TIMESTAMP), %TIMESTAMP                                                                     | 1 μs                                       | 1 de janeiro de 0001 até 31 de dezembro de 9999                      |
| Ruby                                | Time.now()                                                                                         | 1 μs (*)                                   | 1 de janeiro de 1970 (até 19 de janeiro de 2038 antes do Ruby 1.9.2) |
| Smalltalk                           | Time microsecondClock (VisualWorks)                                                                | 1 s (ANSI) 1 μs (VisualWorks) 1 s (Squeak) | 1 de janeiro de 1901 (*)                                             |
| Smalltalk                           | Time totalSeconds (Squeak)                                                                         | 1 s (ANSI) 1 μs (VisualWorks) 1 s (Squeak) | 1 de janeiro de 1901 (*)                                             |
| Smalltalk                           | SystemClock ticksNowSinceSystemClockEpoch (Chronos)                                                | 1 s (ANSI) 1 μs (VisualWorks) 1 s (Squeak) | 1 de janeiro de 1901 (*)                                             |
| SQL                                 | CURDATE() or CURRENT DATE CURTIME() or CURRENT TIME GETDATE() NOW() or CURRENT TIMESTAMP SYSDATE() | 3 ms                                       | 1 de janeiro de 1753 até 31 de dezembro de 9999 (*)                  |
| SQL                                 | CURDATE() or CURRENT DATE CURTIME() or CURRENT TIME GETDATE() NOW() or CURRENT TIMESTAMP SYSDATE() | 60 s                                       | 1 de janeiro de 1900 até 6 de junho de 2079                          |
| Standard ML                         | Time.now()                                                                                         | 1 μs (*)                                   | 1 de janeiro de 1970 (*)                                             |
| TCL                                 | [clock seconds]                                                                                    | 1 s                                        | 1 de janeiro de1970                                                  |
| TCL                                 | [clock milliseconds]                                                                               | 1 ms                                       | 1 de janeiro de1970                                                  |
| TCL                                 | [clock microseconds]                                                                               | 1 μs                                       | 1 de janeiro de1970                                                  |
| TCL                                 | [clock clicks]                                                                                     | 1 μs (*)                                   | (*)                                                                  |
| Windows PowerShell                  | Get-Date                                                                                           | 100 ns                                     | 1 de janeiro de 0001 até 31 de dezembro de 9999                      |
| Windows PowerShell                  | [DateTime]::Now [DateTime]::UtcNow                                                                 | 100 ns                                     | 1 de janeiro de 0001 até 31 de dezembro de 9999                      |
| Visual Basic .NET                   | System.DateTime.Now System.DateTime.UtcNow                                                         | 100 ns                                     | 1 de janeiro de 0001 até 31 de dezembro de 9999                      |